# 카메라를 든 사나이
카메라를 든 사나이(Человек с киноаппаратом)는 소비에트 연방의 영화 감독 지가 베르토프의 1929년 다큐멘터리 영화이다. 오데사 등 소비에트 연방의 여러 도시에서 촬영하였으며 이 도시들에 사는 시민들의 일상을 찍은 무성영화이다.

## 출연

### 주연
- 미하일 카우프먼

## 같이 보기
- 역대 최고의 영화 목록